# Wiesław Zakrzewski
Wiesław Zakrzewski (ur. 13 lutego 1955 w Luboniu) – polski piłkarz występujący na pozycji bramkarza. Jest wychowankiem Lubońskiego KS. Przez większą część kariery występował w polskich klubach, takich jak Lech Poznań, Bałtyk Gdynia i Olimpia Poznań, lecz w wieku 34 lat wyjechał na Wyspy Owcze. Reprezentował tam barwy dwóch klubów: B71 Sandoy i B36 Tórshavn, a od 2023 roku jest Trenerem bramkarzy drużyny Luboński KS. Jego synem jest piłkarz Zbigniew Zakrzewski.